# Frontul Național-Socialist
Frontul Național-Socialist (în suedeză Nationalsocialistisk front, NSF) a fost un partid politic care în momentul dizolvării sale era cel mai mare partid neonazist din Suedia. Organizația a fost înființată la Karlskrona pe 8 august 1994. A devenit partid politic la 20 aprilie 1999, de ziua lui Adolf Hitler. Ziarul oficial al partidului - astăzi desființat - a fost numit Den Svenske Nationalsocialisten (în română Național-socialistul suedez), cunoscut și sub numele de Den Svenske (în română Suedezul).
Partidul a participat la alegerile consiliului municipal din Karlskrona în 2002, dar a obținut doar 0,5% din voturi, insuficient pentru un mandat. În 2006, partidul a participat la campania electorală națională⁠(d). Au obținut 1.417 de voturi sau 0,03% (pentru a intra în parlamentul suedez un partid are nevoie de cel puțin 4% din totalul voturilor). Partidul a obținut cel mai bun rezultat în Trollhättan unde a primit 208 voturi sau 0,65%, deși acest lucru nu a fost suficient pentru a intra în administrația municipală⁠(d). Anul 2006 a fost cel mai bun an electoral din istoria partidului.
În 2007, NSF a protestat la Stockholm în favoarea eliberării negaționistului Ernst Zündel.
Principalele obiective ale partidului erau eliminarea sistemului democratic, repatrierea⁠(d)imigranților, închiderea comuniștilor în lagăre de muncă, repetarea holocaustului, implementarea rasismului științific⁠(d) și reducerea taxelor pentru familiile cu mulți copii sănătoși genetic. NSF a lansat și o campanie pro-Mel Gibson după ce actorul a fost criticat de Abraham Foxman⁠(d) pentru realizarea filmului Patimile lui Hristos.
Frontul Național-Socialist avea un cod vestimentar obligatoriu în timpul marșurilor și manifestațiilor; acesta includea un pulover sau cămașă de luptă neagră, șapcă militară neagră, cizme, pantaloni de luptă kaki și sigla partidului pe brațe.  Aceasta a fost scoasă din uz după ce poliția a declarat în 2006 că purtarea sa pe parcursul protestelor este considerată infracțiune motivată de ură. După interzicere, membrii partidului au început să poarte tricouri de culoare albastră cu textul „NSF”.